# Q4000 (schip, 2002)

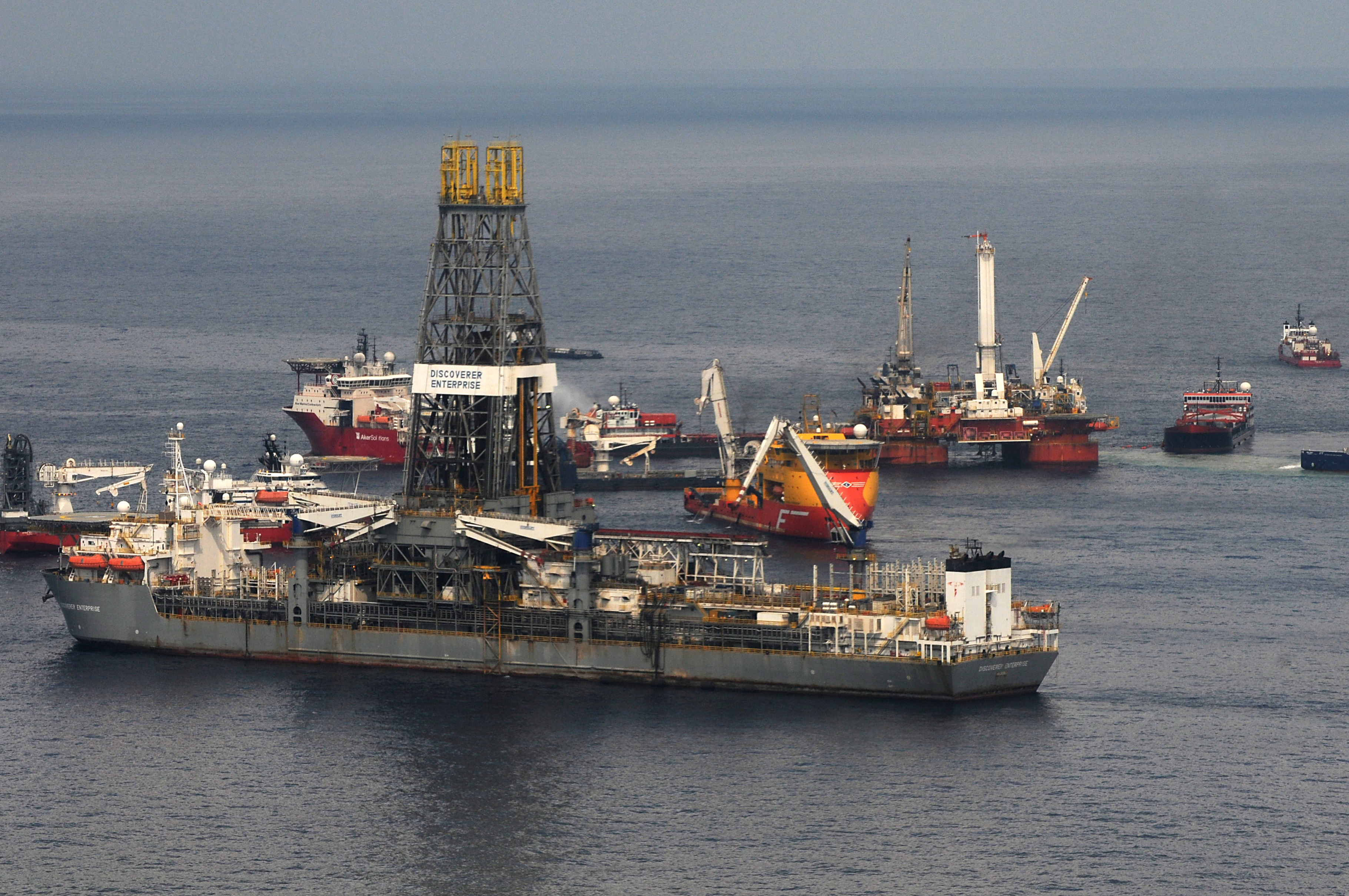
De Q4000 achter de Discoverer Enterprise tijdens pogingen om een einde te maken aan de olieramp in de Golf van Mexico

De Q4000 is een halfafzinkbaar platform dat in 2002 werd gebouwd door Keppel AmFELS in Brownsville voor Cal Dive. Het Quantum-ontwerp bestaat uit twee pontons met daarop elk twee kolommen en een rechthoekig dek. Opvallend is de afwezigheid van horizontale buizen (bracings) tussen de kolommen die bij andere semi's worden gebruikt om de splijtkrachten op te vangen.
Het is ontworpen voor boorputinterventie en constructie in waterdieptes tot 3000 meter. In 2006 werd het uitgebreid met een boorinstallatie, terwijl Cal Dive vanaf dan Helix heette.
In 2010 was het betrokken bij de pogingen om een einde te maken aan de olieramp in de Golf van Mexico.